# Convair 880
Convair 880 — американский четырёхдвигательный реактивный авиалайнер, разработанный и выпускавшийся компанией Convair (подразделением General Dynamics). Всего было выпущено 65 самолётов Convair 880 (серийный выпуск продолжался с 1959 по 1962 годы), после чего General Dynamics решила уйти с рынка авиалайнеров, посчитав проект 880 неудачей в бизнесе. Модель не пользовалась спросом ввиду низкой пассажировместимости (пассажировместимость — до 94 пассажиров в двухклассной кабине и до 110 в трёхклассной кабине).
На основе модели Convair 880 позже был разработан модернизированный вариант самолета — Convair 990.

## Аэродинамическая схема
- Четырёхмоторный турбореактивный низкоплан со стреловидным крылом и однокилевым оперением.

## Отличительные особенности самолёта
- Занимает второе место по максимальной скорости среди крупных американских пассажирских авиалайнеров (на первом месте стоит Convair 990). Обозначение «880» дано ему потому, что его максимальная скорость равна 880 фут/с (1000 км/ч). 10 февраля 1960 года Convair 880 установил рекорд скорости по маршруту Сан-Диего — Майами — 3 час 31 минута 54 секунды с средней скоростью 1032 км/ч[1]. Среди пилотов Convair 880 имел репутацию быстрого, прочного и очень хорошо управляемого самолета, многие сравнивали его управление с реактивным истребителем[2].

## Гражданские операторы Convair 880
- Delta Air Lines
- Trans World Airlines
- Northeast
- VIASA
- Swissair
- Cathay Pacific
- Japan Air Lines
- Civil Air Transport
- Airtrust Singapore
- Air Viking
- Four Wings Inc.
- Indy Air
- Freelandia Travel Club
- Central American Airways
- Inair Panama
- LatinCarga
- Groth Air
- Monarch
- Profit Express
- SECRA

## Катастрофы
По данным сайта Aviation Safety Network по состоянию на 15 марта 2019 года в общей сложности в результате катастроф и серьёзных аварий были потеряны 17 самолётов Convair CV-880. Convair CV-880 пытались угнать 5 раз, при этом никто не погиб. Всего в этих происшествиях погибли 171 человек.
| Дата     | Бортовой номер | Место катастрофы | Жертвы | Краткое описание |
| -------- | -------------- | ---------------- | ------ | --- |
| 23.05.60 | N8804E         | Атланта          | 4/4    | Тренировочный полёт. Рухнул на землю во время набора высоты, причины не установлены.                                                        |
| 27.02.65 | JA8023         | Ики              | 0/6    | Тренировочный полёт. Разбился при посадке.                                                                                                  |
| 13.09.65 | N820TW         | Канзас-Сити      | 0/4    | Тренировочный полёт. Рухнул на землю после взлёта с имитацией отказа двигателя, экипаж не справился с управлением.                          |
| 27.02.65 | JA8030         | Токио            | 5/5    | Тренировочный полёт. После отрыва носовой стойки от ВПП, самолёт, по неустановленной причине, отклонился влево, упал на землю и разрушился. |
| 05.11.67 | VR-HFX         | Гонконг          | 1/127  | Прерванный взлёт, самолёт сошел с ВПП и разрушился.                                                                                         |
| 20.11.67 | N821TW         | Цинциннати       | 70/82  | Просел ниже глиссады при заходе на посадку ночью.                                                                                           |
| 24.06.69 | JA8028         | Мозес Лэйк       | 3/5    | Тренировочный полёт. На разбеге произошло падение мощности двигателя № 4, самолёт сошел с ВПП и загорелся.                                  |
| 15.06.72 | VR-HFZ         | близ Плейку      | 81/81  | Во время полёта в пассажирском салоне сработало взрывное устройство.                                                                        |
| 20.12.72 | N8807E         | Чикаго           | 0/93   | Во время руления в условиях огр.видимости столкнулся со взлетавшим DC-9.                                                                    |
| 21.08.76 | N48060         | Селетар          | 0/9    | Не смог взлететь и сошёл с ВПП из-за нарушений правил загрузки.                                                                             |
| 16.12.76 | N5865          | Майами           | 0/3    | Не смог взлететь и сошёл с ВПП из-за нарушений правил загрузки.                                                                             |
| 20.08.77 | N8817E         | Сан-Хосе         | 3/3    | Столкнулся с деревьями сразу после взлёта, вероятная причина — перегруз.                                                                    |
| 25.05.78 | N8815E         | Майами           | 0/6    | Не смог взлететь и сошёл с ВПП из-за нарушений правил загрузки и перегруза.                                                                 |
| 29.03.80 | HP-821         | Панама-Сити      | н.д.   | Повреждён до степени списания при взлёте.                                                                                                   |
| 29.03.80 | YV-145C        | Каракас          | 4/4    | Тренировочный полёт. Разбился при взлёте.                                                                                                   |
| 11.05.83 | N881SR         | Мехико           | н.д.   | Уничтожен огнём на стоянке. |
| 10.1986  | N5863          | Мохаве           | 0/0    | Разрушен в ходе испытаний присадки к керосину.                                                                                              |

## Лётно-технические характеристики
Приведённые ниже характеристики соответствуют модификации Model 22M:
Источник данных: Wegg, 1990.

Технические характеристики
- Экипаж: 3 человека
- Пассажировместимость: 80-130 пассажиров
- Длина: 39,42 м
- Размах крыла: 36,58 м
- Высота: 11,07 м
- Площадь крыла: 185,8 м²
- Масса пустого: 42 180 кг
- Максимальная взлётная масса: 87 770 кг
- Объём топливных баков: 47 890 л
- Силовая установка: 4 × ТРД General Electric CJ-805-3 (гражданская бесфорсажная модификация военного General Electric J79)
- Тяга: 4 × 51,82 кН

Лётные характеристики
- Максимальная скорость: 944 км/ч (М 0,88) на высоте 6858 м
- Крейсерская скорость: 895 км/ч на высоте 10670 м
- Практическая дальность: 6518 км
- Практический потолок: 12 500 м